# Garcelle Beauvais
Pour les articles homonymes, voir Beauvais.
Garcelle Beauvais, née le 26 novembre 1966, est une actrice et mannequin américano-haïtienne. De 2001 à 2011, elle était également connue sous le nom de Garcelle Beauvais-Nilon.
Elle a joué de nombreux rôles secondaires au cinéma. Mais elle est surtout connue à la télévision où elle enchaîne les apparitions et quelques rôles réguliers comme dans Models Inc. (1994-1995), The Jamie Foxx Show (1996-2001), New York Police Blues (2001-2004), Franklin and Bash (2011-2012), Grimm (2015), The Magicians (2016-2018) et Siren (2019).

## Biographie

### Jeunesse et formation
Née Garcelle Beauvais à Saint-Marc (Haïti), elle est la fille de Maria Claire, une infirmière et d'Axel Beauvais, un avocat. Elle a six frères et sœurs.
Après le divorce de ses parents, Garcelle Beauvais, sa mère et ses frères et sœurs ont déménagé au Massachusetts. Pendant que sa mère était dans une école d'infirmière, Garcelle était dans un internat. Alors qu'elle avait seize ans, la famille déménagea dans le comté de Miami-Dade.

### Carrière

#### Débuts dans le mannequinat
À l'âge de dix-sept ans, elle part à New York pour poursuivre une carrière de mannequin et signe avec les agences Ford Models et Irene Marie Models. Elle est apparue dans des campagnes publicitaires pour Avon, Mary Kay et Clairol. Elle a aussi posé pour des publicités de Neiman Marcus et Nordstrom. Elle est également apparue dans Essence, Ebony et a posé nue dans l'édition d'août 2007 de Playboy. Elle a notamment défilé pour Calvin Klein et Isaac Mizrahi.
Elle commence sa carrière d'actrice, à la télévision, en jouant dans des séries comme Deux flics à Miami et Cosby Show.
En 1986, elle joue un rôle mineur dans le thriller horrifique Le Sixième Sens de Michael Mann. Deux ans plus tard, elle joue un autre petit rôle dans la comédie Un prince à New York avec Eddie Murphy.

#### Révélation à la télévision et seconds rôles au cinéma
Entre 1994 et 1995, elle joue Cynthia Nichols dans le feuilleton dramatique Models Inc.. Produit par Aaron Spelling, il s'agit de la troisième série dérivée de Beverly Hills 90210. Spelling et le réseau Fox finalise la création du Prime time serial au moment où Melrose Place était à son apogée en matière de succès critique et commercial. Le show est cependant annulé au bout d'une saison, faute d'audiences.
En 1996, elle joue dans le clip de R. Kelly pour le titre Down Low (Nobody Has to Know), comme l'épouse de « Mr. Big ». Mais à partir de cette année-là, elle seconde surtout Jamie Foxx dans la sitcom populaire, outre-atlantique, The Jamie Foxx Show. C'est cette série qui lui permet de se faire connaître auprès d'une plus large audience,. Diffusée par The WB, la série se termine en 2001, au bout de cinq saisons et cent épisodes. La même année, Garcelle Beauvais apparaît dans le clip vidéo de Luther Vandross, Take You Out, en jouant la petite amie de Vandross.
De 2001 à 2004, elle joue le rôle de Valerie Haywood dans les quatre premières saisons de la série policière New York Police Blues. Entre-temps, elle joue quelques rôles secondaires au cinéma. En 2002, elle joue dans le film américano-tchèque réalisé par Joel Schumacher, Bad Company avec Anthony Hopkins et Chris Rock. En 2004, elle joue dans la suite de Barbershop, Barbershop 2. En 2005, elle joue dans le drame American Gun aux côtés de Marcia Gay Harden, Forest Whitaker et Donald Sutherland. En 2006, elle est membre de la distribution principale de la mini-série catastrophe, Magnitude 10,5 : L'Apocalypse, suite de Magnitude 10,5.
En 2008, elle lance sa propre ligne de bijoux pour enfants appelée Petit Bijou. L'année suivante, elle participe à la comédie indépendante de Sebastian Gutierrez, Women in Trouble.

#### Rôles réguliers

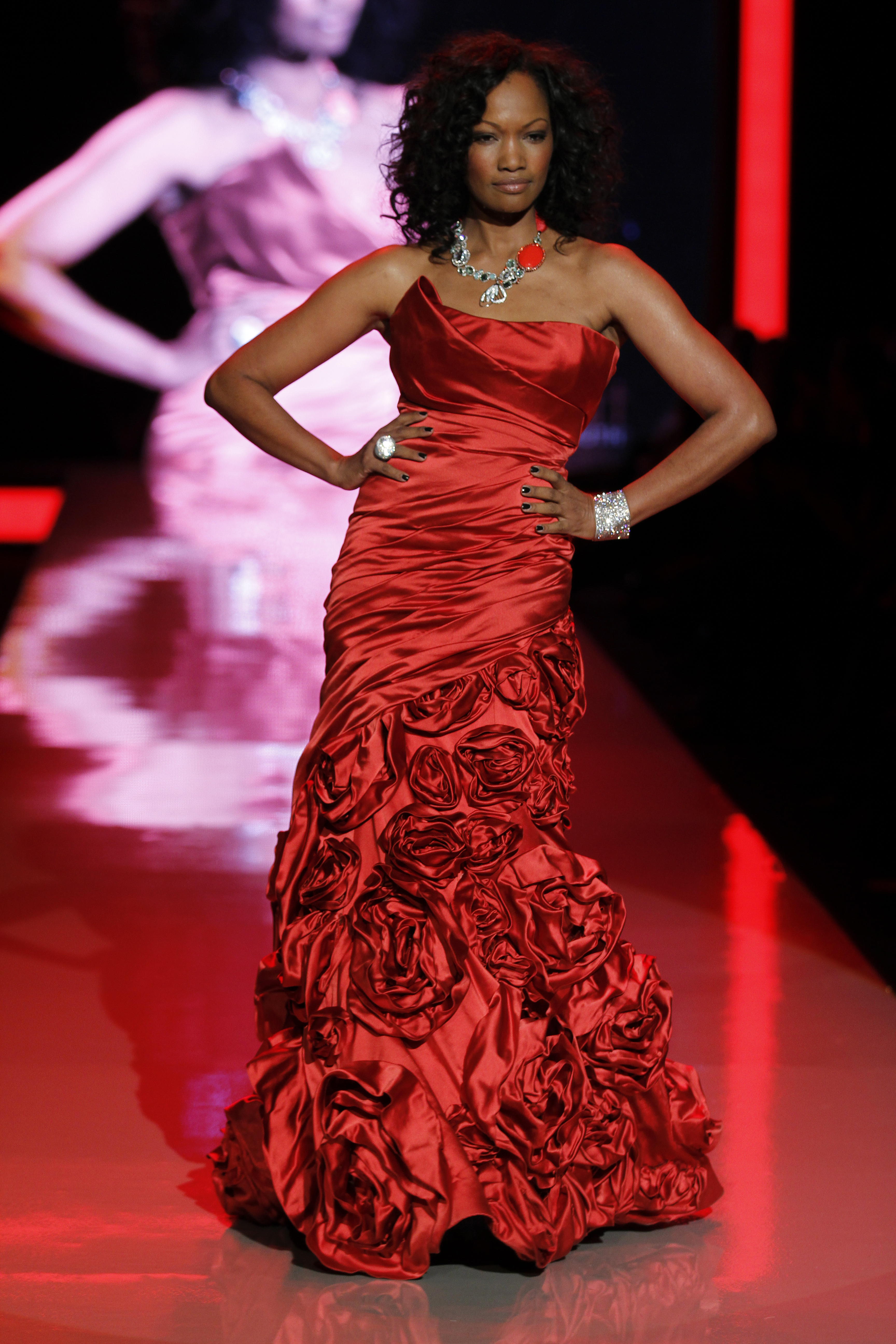
En 2011, lors d'un défilé pour une association caritative.

En 2011, Garcelle Beauvais joue le rôle d'Hannah Linden, l'un des premiers rôles de la série dramatique et judiciaire Franklin and Bash. Cependant, elle quitte la distribution principale dès la troisième saison, une décision scénaristique prise par la production. L'année suivante, elle s'invite, le temps d'un épisode, sur le plateau de la série The Exes et elle joue dans le drame Flight porté par Denzel Washington.
En 2013, elle retrouve son ex partenaire à l'écran, Jamie Foxx, qui incarne le président des États-Unis, afin interpreter la première dame des États-Unis dans le thriller White House Down qui met aussi en vedette Channing Tatum et Maggie Gyllenhaal. Le film suit un groupe de paramilitaires s'emparant de la Maison-Blanche. La même année, elle est honorée lors de la 3e édition des Haïti Movie Awards et reçoit une plaque Honneur et Mérite-MPAH Award. Aussi, elle produit le vidéofilm Someone to Love (commercialisé sous le titre And Then There Was You aux États-Unis) dans lequel elle occupe le premier rôle. Et elle joue les guest star dans un épisode de la saison 7 de Psych.
Entre 2014 et 2015, elle forme le quatuor vedette aux côtés d'Essence Atkins, Terri J. Vaughn et Malinda Williams, des téléfilms Vacances entre amies.
En 2015, elle reçoit un NAFCA Award (considéré comme l'équivalent africain des Oscars du cinéma) de la meilleure actrice dans un second rôle pour son interprétation dans le film dramatique A Girl Like Grace qui traite notamment du harcèlement scolaire. Elle y joue aux côtés de Meagan Good, Raven-Symoné et Ryan Destiny. Cette année-là, elle est un personnage récurrent de la saison 5 de Grimm,.
Entre 2016 et 2018, elle joue dans une poignée d'épisodes de la série fantastique The Magicians[réf. nécessaire]. Et elle apparaît dans deux épisodes de la série dramatique et médicale Chicago Med.
En 2017, elle décroche un petit rôle dans le blockbuster de l'univers cinématographique Marvel, Spider-Man: Homecoming, jouant la mère du personnage incarné par Laura Harrier. La même année, elle joue dans quelques épisodes de la saison 2 de The Arrangement et elle fonde sa propre société de production, Beauvais Wilson Productions, aux côtés de la productrice afro-américaine Lisa L. Wilson récompensée aux Emmy Awards. Elle apparaît également dans le thriller You Get Me diffusé sur Netflix dont Bella Thorne est l'héroïne.
En 2018, elle apparaît dans la saison 5 de la série Power,, diffusée sur le réseau Starz. Il s'agit d'une série qui met en vedette le rappeur 50 Cent et aussi Omari Hardwick et Naturi Naughton. L'année suivante, elle collabore avec le réseau Freeform et signe pour un rôle récurrent à partir de la seconde saison de la série fantastique Siren,.
Puis, elle signe pour jouer une version moderne de Madame de Trémaine (alias la marâtre) de Cendrillon, un personnage récurrent de la saison 2 de Tell Me a Story,. Dans la foulée, il est annoncé qu'elle jouerait un rôle récurrent aux côtés de Dennis Quaid dans la série Netflix, Merry Happy Whatever et qu'elle rejoignait la distribution d'Un Prince à New York 2 de Craig Brewer qui marque le retour en vedette d'Eddie Murphy.

### Vie privée
Garcelle Beauvais a un fils, Oliver, né en 1991 de son premier mariage avec Daniel Saunders terminé par un divorce.
Elle s'est remariée avec Mike Nilon un agent travaillant pour la Creative Artists Agency, le 12 mai 2001. Leurs jumeaux, Jax et Jaid, sont nés le 18 octobre 2007 après une lutte de cinq ans contre l'infertilité,. En avril 2010, Garcelle Beauvais découvre une liaison extra-conjugale de son mari qui durait depuis cinq ans. Elle l'aurait démasqué en envoyant à ses collègues un e-mail, dont le contenu a été divulgué au New York Post. Garcelle Beauvais a publié une déclaration expliquant que son « objectif [était ses] enfants et la guérison de la douleur ». Elle a demandé le divorce le 10 mai 2010 contre son mari qui demandait la garde conjointe de leurs fils ; le divorce du couple a été prononcé le 1er avril 2011.

## Filmographie

### Cinéma
- 1986 : Manhunter (Le Sixième Sens) de Michael Mann : jeune femme acheteuse
- 1988 : Coming to America (Un prince à New York) de John Landis : Rose Bearer
- 1994 : Every Breath de Steve Bing : Femme 2
- 1999 : Wild Wild West de Barry Sonnenfeld : fille du château d'eau
- 2001 : Double Take (Un gentleman en cavale) de George Gallo : Chloe
- 2002 : Bad Company de Joel Schumacher : Nicole
- 2004 : Barbershop 2 de Kevin Rodney Sullivan : Loretta
- 2005 : American Gun de Aric Avelino : Sarah
- 2007 : I Know Who Killed Me de Chris Sivertson : Agent Julie Bascome
- 2009 : Women in Trouble de Sebastian Gutierrez : Maggie
- 2012 : Suddenly Single de David E. Talbert : Samantha Stone (vidéofilm)
- 2012 : Flight de Robert Zemeckis : Deana
- 2013 : White House Down de Roland Emmerich : Alison Sawyer, la Première dame
- 2013 : Someone to Love de Leila Djansi : Natalie Gilbert (vidéofilm - également productrice)
- 2014 : Small Time de Joel Surnow : Linda
- 2015 : A Girl Like Grace de Ty Hodges : Lisa
- 2017 : You Get Me de Brent Bonacorso : La principale
- 2017 : Spider-Man: Homecoming de Jon Watts : Doris Toomes
- 2020 : Coming 2 America de Craig Brewer : Rose Bearer

### Télévision

#### Séries télévisées
- 1984 et 1985 : Deux flics à Miami (Miami Vice) : Gabrielle / Une Serveuse (saison 1, épisodes 10 et 17)
- 1986 : Cosby Show : L’infirmière (saison 2, épisode 21)
- 1991 - 1996 : La Vie de famille : Nicole Moses / Jeune mère Winslow / Garcelle (4 épisodes)
- 1992 : Down the Shore : Liat (1 épisode)
- 1992 : Dream On : Danica (1 épisode)
- 1992 : Le Prince de Bel-Air (The Fresh Prince Of Bel-Air) : Veronica (saison 3, épisode 3)
- 1993 : Cooper et nous : Keeler (1 épisode)
- 1993 : Where I Live : Terry (1 épisode)
- 1994 - 1995 :  Models, Inc. : Cynthia Nichols (25 épisodes)
- 1995 : Les Frères Wayans : Rachel (1 épisode)
- 1995 : Le Prince de Bel-Air (The Fresh Prince Of Bel-Air) : Sandra (saison 6, épisode 6)
- 1996 - 2001 :  The Jamie Foxx Show : Francesca 'Fancy' Monroe (100 épisodes)
- 2000 : Opposite Sex : Ms. Maya Bradley (6 épisodes)
- 2001 : Titans : Tina (1 épisode)
- 2001 - 2004 : NYPD Blue (New York Police Blues) : Valerie Heywood (84 épisodes)
- 2003 : The Bernie Mac Show : Vicki (1 épisode)
- 2004 : Larry et son nombril : Renée (saison 4, épisode 2)
- 2004 : Life with Bonnie : Dr. Gamz (1 épisode)
- 2005 - 2007 : Eyes : Nora Gage (12 épisodes)
- 2006 : Les Experts : Miami : Katrina Iverson (saison 5, épisode 3)
- 2009 : Croqueuse d'hommes (Manetear) : Suzee Saunders (mini-série, 2 épisodes)
- 2009 : Crash : Connie (1 épisode)
- 2010 : Human Target : La Cible : Vivian Cox (saison 1, épisode 6)
- 2011 : Georgia dans tous ses états : Gwen Dressel (1 épisode)
- 2011 - 2012 : Franklin and Bash : Hanna Linden (20 épisodes)
- 2012 : The Exes : Kendra (1 épisode)
- 2013 : Psych : Enquêteur malgré lui : Miranda Sherrod (saison 7, épisode 12)
- 2013 : Arrested Development : Ophelia (saison 4, épisode 14)
- 2013 : La diva du divan (Necessary Roughness) : Lana Langer (1 épisode)
- 2014 : Playing House : Dr. Jay (1 épisode)
- 2014 : Mentalist : Danitra Cass (saison 7, épisodes 2 et 3)
- 2015 : Grimm : Henrietta (saison 4, 5 épisodes)
- 2016 - 2019 : The Magicians : Lady Underground (6 épisodes)
- 2017 - 2018 : Chicago Med : Lyla Dempsey (saison 2, épisode 19 et saison 3, épisode 7)
- 2018 : The Arrangement : Mason (saison 2, épisodes 1, 2 et 3)
- 2018 : Power : Linda (saison 5, épisode 3)
- 2019 : Siren : Susan Bishop (rôle récurrent - 9 épisodes)
- 2019 : Merry Happy Whatever : Nancy (rôle récurrent - 6 épisodes)
- 2019-2020 : Tell Me a Story : Veronica Garland (saison 2)
- 2019 : Middle School Moguls
- 2020 : Carol's Second Act : Tina (saison 1, épisode 17)
- 2021 : The Prince : elle-même (voix) (saison 1, épisode 4 et 12)
- depuis 2023 : La Loi de la plus forte : Natasha Karina (rôle récurrent - 5 épisodes)
- 2023 : Miracle Workers : Margaret (saison 4, épisode 6)
- 2024 : Black Girl : Diana Gordon (rôle récurrent - 5 épisodes)

#### Téléfilms
- 2002 : Second String de Robert Lieberman : Larissa Fullerton
- 2006 : Magnitude 10,5 : l'apocalypse de John Lafia : Natalie Warner
- 2007 : The Cure de Danny Cannon : Trudie Ericson
- 2014 : Vacances entre amies (Girlfriend's Getaway) de Roger M. Bobb : Vicki Holmes
- 2015 : Vacances entre amies 2 (Girlfriend's Getaway 2) de Roger M. Bobb : Vicki Holmes
- 2015 : Dans la classe de mon fils (Back to School Mom) de Christopher Erskin : Dee Riley
- 2022 : Caught in His Web de Hannah Cheesman : Détective Holland
- 2023 : Justice pour Lauren (Black Girl Missing) de Delmar Washington : Cheryl Baker
- 2024 : Terry McMillan Presents: Tempted by Love de Tailiah Breon : Ava Denis

#### Émission de télé-réalité
- 2020-2025 : Les Real Housewives de Beverly Hills (saisons 10 à 14)[34]
- 2023 : Vanderpump Rules (saison 10, épisode 11)

#### Talk-show
- 2020 - 2022 : The Real (co-animatrice, saisons 7 et 8)

### Clips vidéo
- 1996 : Down Low (Nobody Has to Know) de R. Kelly feat. The Isley Brothers

## Distinctions

### Récompenses
- MPAH Haiti Movie Awards 2013 : Honorary Award[6]
- 5e cérémonie des Hollywood and African Film Critics Awards 2015 : meilleure actrice dans un second rôle pour A Girl Like Grace[17]

## Voix françaises
En France, Dominique Vallée et Annie Milon sont les voix régulière de l'actrice l'ayant doublées respectivement à sept et six reprises chacune. Valérie Siclay, Pascale Vital et Géraldine Asselin l'ont également doublées à deux reprises chacune.

Au Québec, Nathalie Coupal l'a double dans Je sais qui m'a tuée et Maison-Blanche en péril. Isabelle Leyrolles l'a également doublée dans Spider-Man : Les Retrouvailles.